# Havremagasinet i Boden
För andra betydelser, se Havremagasinet.

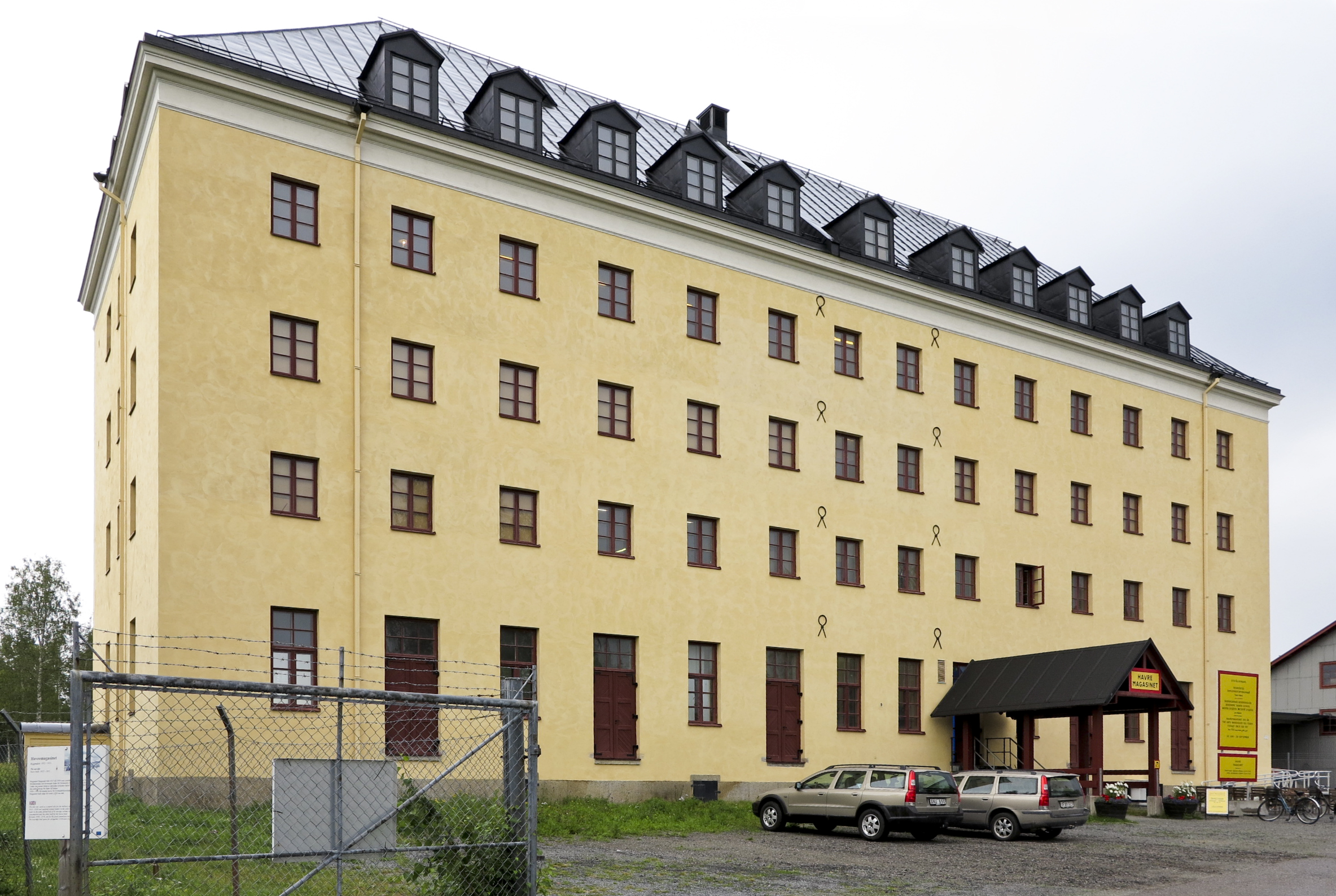
Havremagasinet

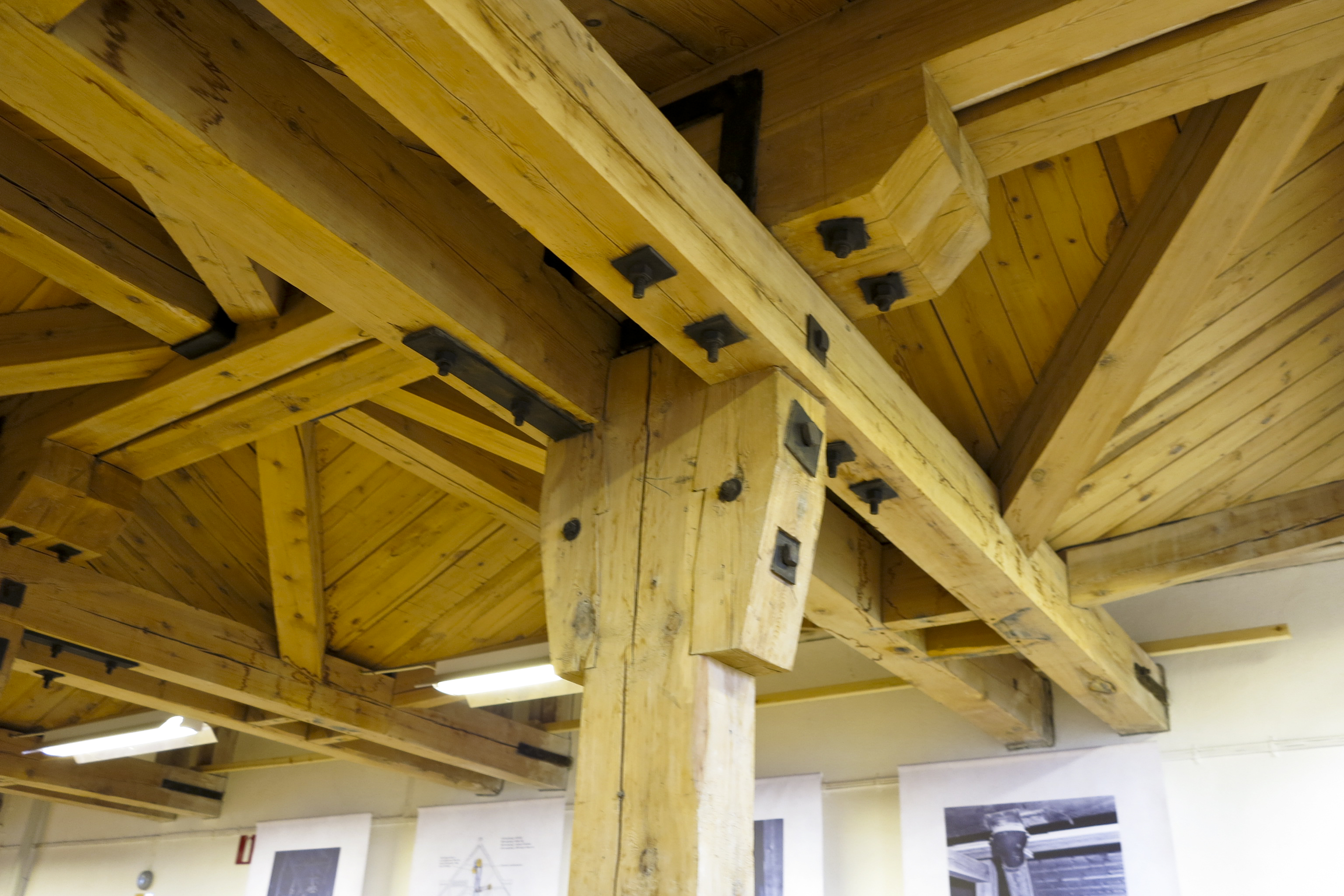
Förvaringsfickornas vinklade sidor kan skönjas i taket

Havremagasinet i Boden är en länskonsthall Boden i Norrbottens län. Det är Bodens största byggnad och en av de till ytan större konsthallarna i Sverige. Ytan uppgår till 3600 m2.

## Byggnaden och dess historia
Byggnaden tjänstgjorde tidigare som förvaringsplats för hästfoder och havre för Bodens garnison. Med hjälp av ett sinnrikt system av transportskruvar och förvaringsfickor som kunde förflytta havren internt på varje våning och även mellan de sex olika våningarna, kunde havren förvaras utan att den självantände eller möglade.
Totalt 288 träpelare bar upp tyngden av säd för en hel garnisons behov under tidigt 1900-tal. Vid den här tiden var ”fordonen” – det vill säga hästarna – havredrivna.
År 2001 beslutar regeringen att Havremagasinet ska förklaras som byggnadsminne. Det stora ljusinsläppet och ljusa färger gör att byggnaden fortfarande känns modern.
Sedan 2010 huserar Havremagasinet i Boden numer Havremagasinet länskonsthall. Här visas utställningar med lokal kulturhistorisk förankring, tillsammans med nordisk och internationell samtidskonst på internationell toppnivå som behandlar aktuella teman. Havremagasinet länskonsthall permanentades 2014 drivs på entreprenad av en ekonomisk förening och finansieras huvudsakligen av Norrbottens läns landsting och Bodens kommun.
Byggnaden byggdes åren 1910–1911 och är numera byggnadsminne. Arkitekt var Erik Josephson
Förvaringen av spannmål och hästfoder upphörde i fastigheten under 50-talet.